# Europäisches Zentrum der Künste Hellerau

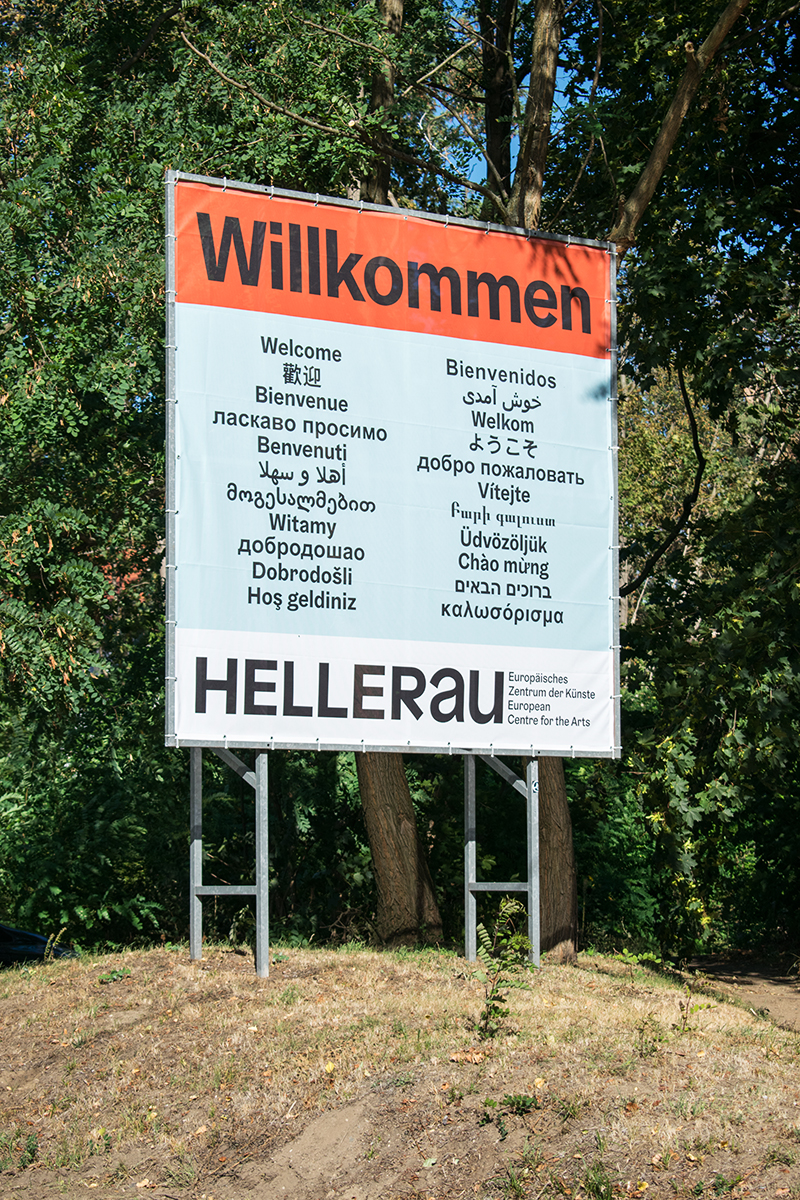
Begrüßungsbanner an der Zufahrt zum Gelände

Das Europäische Zentrum der Künste Hellerau (Eigenschreibweise HELLERAU – Europäisches Zentrum der Künste) ist ein Kulturbetrieb der Stadt Dresden auf dem Gelände des Festspielhauses Hellerau.

## Geschichte
1986 gründete sich unter der Leitung von Udo Zimmermann das „Dresdner Zentrum für zeitgenössische Musik“ (DZzM) als städtische Einrichtung, welches vor allem durch die Dresdner Tage der zeitgenössischen Musik einer breiten Öffentlichkeit bekannt wurde. Es hatte sein Domizil in einer Villa auf der Schevenstraße  im Dresdner Stadtteil Loschwitz.
Um eine nachhaltige künstlerische Arbeit auf dem Festspielhausgelände zu initiieren, verlegte die Stadt Dresden das Dresdner Zentrum für zeitgenössische Musik zum 1. Juli 2002 nach Hellerau. Damit einher ging eine konzeptionelle Neuorientierung. Zum 1. Januar 2004 wurde das Dresdner Zentrum für zeitgenössische Musik in das „Europäische Zentrum der Künste Hellerau“ umgewandelt. Udo Zimmermann fungierte als Gründungsintendant dieses neuen Zentrums, welches zukünftig als Trägereinrichtung auch den Spielbetrieb im Festspielhaus sichern soll. Zwar bekundete Zimmermann, dort alle Opern von Karlheinz Stockhausen aufzuführen, doch scheiterte das Unterfangen bereits an der Finanzierung seitens der Stadt Leipzig beim MITTWOCH aus LICHT (1997) – beide Komponisten begegneten sich freundlich, aber distanziert.
Nach erfolgter Sanierung des Inneren des Festspielhauses im Sommer 2006 benannte sich das Europäische Zentrum offiziell in „HELLERAU – Europäisches Zentrum der Künste Dresden“ um. Nach dem altersbedingten Ausscheiden von Udo Zimmermann 2008 übernahm Dieter Jaenicke 2009 die Intendanz. Seitdem wird das Festspielhaus ganzjährig spartenübergreifend mit zeitgenössischer Kunst bespielt. Mittlerweile zählt HELLERAU zu den wichtigen interdisziplinären Zentren zeitgenössischer Künste in Deutschland. Zeitgenössischer Tanz, Neue Musik, Theater, Performance, Bildende Kunst und Neue Medien sind hier zuhause. Die Dresden Frankfurt Dance Company ist neben anderen Künstlern fester Partner des Hauses. Von 2003 bis 2018 war auch das Tanztheater DEREVO in HELLERAU ansässig. Das Europäische Zentrum ist Mitglied oder Teil vieler internationaler und nationaler Vereine und Netzwerke, unter anderem des Bündnisses internationaler Produktionshäuser, dem KlangNetz Dresden, der Internationalen Gesellschaft für Neue Musik und des europäischen Theaternetzwerks THEATRON. Im Juni 2019 fand in Hellerau der renommierte Tanzkongress, eine Veranstaltung der Kulturstiftung des Bundes, unter der künstlerischen Leitung von Meg Stuart statt.
Das Europäische Zentrum wird jedes Jahr mit ca. 3,4 Millionen Euro durch die Stadt Dresden finanziert.

## Institutionen

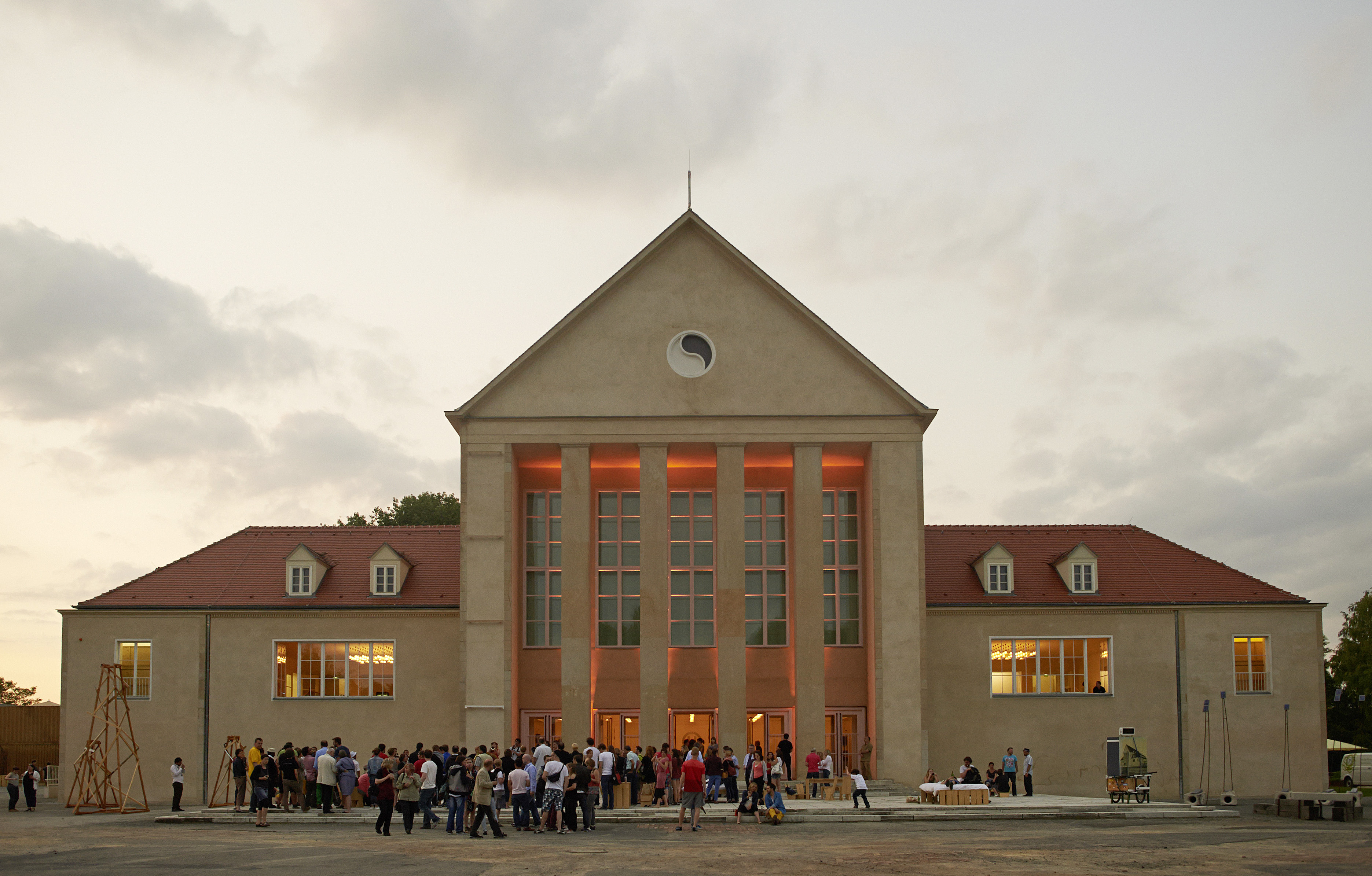
Festspielhaus Hellerau 2013

Das Europäische Zentrum gliedert sich in folgende Institutionen auf:
- Trägergesellschaft für Veranstaltungsbetrieb und Künstlerresidenzen
- Deutsches Komponistenarchiv[7]
- Internationale Musikbibliothek
- Sammlung „Verfemte Musik“
- musikwissenschaftlicher Handapparat mit den wichtigsten Neuerscheinungen zur Neuen Musik und angrenzenden Fachgebieten
- Dokumentationszentrum zu zahlreichen Komponisten der jüngsten Musikgeschichte
- RAC – Refugee Art Center HELLERAU[8]

## Intendanten
- Udo Zimmermann (2004–2008)
- Dieter Jaenicke (2009–2018)
- Carena Schlewitt[9] (seit der Spielzeit 2018/19)